# Palazzo dei Vicari imperiali
Il palazzo dei Vicari imperiali si trova nel comune italiano di San Miniato, in piazza del Prato del Duomo, antistante il Duomo e il palazzo Vescovile.

## Storia e descrizione
Deve il suo nome al fatto che fosse la residenza dei vicari dell'imperatore dei tempi di Federico II in poi, i quali sorvegliavano la rocca e amministravano la città. Qui risiedeva il marchese Bonifacio di Toscana, per cui si è ipotizzato che sua figlia Matilde di Canossa possa essere nata qui.
Il palazzo attuale risale al XII secolo, con la torre merlata preesistente (oggi restaurata). Vi hanno sede una struttura ricettiva e alcuni uffici comunali. All'interno si trovano affrescati alcuni stemmi gentilizi dei suoi antichi abitanti.